# Giuseppe Ellena
Giuseppe Ellena (Saluzzo, 29 marzo 1839 – Firenze, 28 novembre 1918) è stato un militare italiano, che fu comandante della 3ª brigata nel corso della battaglia di Adua.

## Biografia
Nacque a Saluzzo il 29 marzo 1839, figlio di Matteo Domenico e da Paola Francesca Raseri.  
Arruolatosi nell'Armata Sarda frequentò la Regia Accademia militare di Torino uscendone il 19 ottobre 1859 nominato sottotenente nell'arma di artiglieria. Il 28 marzo 1860 è assegnato in servizio al Reggimento Operai d'Artiglieria ed il 27 giugno seguente conseguì la promozione al grado di luogotenente. Transitato dal 10 agosto 1860 nel 1° Reggimento d'artiglieria, il 10 aprile 1861 passa nel Reggimento artiglieria ed il 7 dello stesso mese diviene luogotenente di prima classe.
Il 23 marzo 1862 viene promosso capitano, il 1 settembre 1863 è assegnato allo Stato maggiore di Artiglieria ed il 2 luglio 1866 viene destinato al della guerra a Firenze.
Capitano di prima classe dal 5 luglio 1866, rientra nello Stato maggiore d'Artiglieria il 6 settembre seguente, e viene nuovamente trasferito al 1° Reggimento artiglieria da campagna nel gennaio 1874.
Destinato dal 1º giugno 1875 alla Direzione di Artiglieria e Genio del Ministero della Guerra a Roma, il 4 novembre dello stesso anno consegue la promozione al grado di maggiore, divenendo Capo Sezione della Direzione del Ministero ed il 24 novembre 1879 è trasferito al 7° Reggimento artiglieria da campagna di Pisa per il periodo di comando di Brigata.
Il 7 luglio 1881 diviene addetto al Comitato di Artiglieria e Genio, e il 21 maggio 1882 consegue la promozione al grado di tenente colonnello. Il 25 maggio dello stesso anno viene nominato Segretario di Sezione del predetto Comitato. Dal 18 ottobre 1884 diviene vicecomandante della Regia Accademia Militare di Artiglieria e Genio di Torino, e il 7 ottobre 1887 assume il comando del 7° Reggimento artiglieria da campagna a Pisa. Il 25 luglio 1892 assume le funzioni di Direttore Generale di Artiglieria e Genio a Roma, subentrando al generale Nicola Quaglia.
Il 16 marzo 1893 viene promosso al rango maggior generale e confermato nel predetto incarico. Alle elezioni suppletive del 21 agosto 1893 per il collegio di Frosinone, dovute all'improvvisa morte del deputato Vittorio Ellena, che era suo fratello, per volontà del Presidente del Consiglio dei ministri del Regno d'Italia Giovanni Giolitti fu candidato alla Camera dei Deputati del Parlamento venendo eletto nella XVII Legislatura del Regno d'Italia. Non riuscì mai ad entrare alla Camera dei Deputati in quanto la convalida della sua elezione fu rimandata a causa della pausa estiva e subito dopo per la scadenza naturale della legislatura.
Nel 1896 venne inviato in Eritrea destinato ad assumere l'incarico di dirigente dei servizi tecnici in vista dell'imminente inizio delle operazioni della guerra d'Abissinia. A questo punto della sua carriera era considerato uno dei migliori ufficiali d'artiglieria dell'esercito italiano.
Arrivato in Colonia il 17 febbraio viene invece assegnato al comando di una Brigata di riserva, la 3ª, costituita dal generale Oreste Baratieri togliendo un reggimento a ciascuna delle Brigate Dabormida e  Arimondi. Dopo l'avanzata iniziale in territorio etiope, la sera del 28 febbraio il generale Baratieri convocò i quattro comandanti di brigata, lui, Albertone, Arimondi e Dabormida per un consiglio di guerra. Invitati da Baratieri, che considerava l'idea di ritirarsi a Saurià, all'interno dei confini della colonia eritrea, Matteo Albertone, Giuseppe Arimondi e Vittorio Dabormida espressero all'unanimità la loro contrarietà, incoraggiando animosamente Baratieri ad avanzare risolutamente. Il più veemente di tutti in favore dell'attacco fu Albertone, supportato da Dabormida.  Egli invece, in considerazione del fatto che era il più anziano dei generali ed era appena arrivato in Eritrea e non conosceva la situazione politico militare, si astenne dall'esprimere il proprio parere rimettendosi alla decisione dei colleghi.
Nella successiva battaglia di Adua, 1° marzo 1896, la 3ª Brigata da lui comandata, che doveva occupare il Colle Rebbi Arienni, verso le ore 10:00 si trovò improvvisamente a fronteggiare, con parte delle truppe ancora in movimento, all'attacco delle truppe scioane che, travolta la brigata del generale Matteo Albertone, dilagavano oramai sull'intero fronte.
Ferito ad una gamba, fu ricoverato all'ospedale militare e poi rimpatriò da Massaua con il piroscafo Sumatra il 14 marzo 1896. Mentre era ricoverato in ospedale scrisse delle lettere in cui attribuiva la sconfitta alla mancanza di intelligence, di conoscenza geografica e di appositi piani per la ritirata. Ricevette pesanti critiche per l'aver rapidamente lasciato l'Africa dopo la sconfitta, ma continuò a corrispondere regolarmente col Baratieri: in questa occasione attribuì la responsabilità della sconfitta alla disobbedienza degli altri generali: Albertone, Arimondi e Dabormida.
Successivamente fu chiamato a testimoniare al processo celebrato contro il Baratieri dove ammise, candidamente, che Arimondi, Dabormida e Albertone, durante il consiglio di guerra del 17 febbraio avevano praticamente costretto il comandante del corpo di spedizione a passare all'offensiva, minacciandolo di agire in tal senso anche da soli. Professore di idraulica e architettura si spense a Firenze il 28 novembre 1918.

## Pubblicazioni
- Nozioni sulle polveri, sulle munizioni e sugli artifizi da guerra ad uso delle scuole reggimentali dell'arma di artiglieria, Stamperia dell'Unione Tipografico-Editrice, Torino, 1873.